# NGC 271
NGC 271 ist eine Balken-Spiralgalaxie vom Hubble-Typ SBab im Sternbild Walfisch südlich der Ekliptik. Sie ist schätzungsweise 188 Millionen Lichtjahre von der Milchstraße entfernt und hat einen Durchmesser von etwa 120.000 Lichtjahren. Gemeinsam mit sechs weiteren Galaxien bildet sie die NGC 271-Gruppe (LGG 13).
Im selben Himmelsareal befindet sich die Galaxie NGC 279.
Das Objekt wurde am 1. Oktober 1785 von dem deutsch-britischen Astronomen Wilhelm Herschel entdeckt.

## NGC 271-Gruppe (LGG 13)
| Galaxie  | Alternativname | Entfernung/Mio. Lj |
| -------- | -------------- | ------------------ |
| NGC 245  | PGC 2691       | 186                |
| NGC 259  | PGC 2820       | 184                |
| NGC 271  | PGC 2949       | 188                |
| NGC 279  | PGC 3055       | 176                |
| NGC 307  | PGC 3367       | 182                |
| PGC 2861 | MK 557         | 178                |
| PGC 2883 | UGC 505        | 176                |